# 夏家河駅
夏家河駅（かかがえき）は中華人民共和国遼寧省大連市甘井子区に位置する駅。1907年開業、瀋陽鉄路局の管轄する4等駅で、瀋大線旅順支線の駅である。
駅近くは渤海に面した遠浅の海水浴場・夏家河子海岸があり、また鞍子山への北側登山コースの出発点である。

## 利用可能な鉄道路線
- 中華人民共和国鉄道部（中国国鉄）
  - 瀋大線旅順支線

## 駅周辺
当駅近辺には、大連市民の夏の憩いの場として有名な夏家河子海水浴場が位置する。

## 歴史
- 1907年 開業。

満鉄時代の駅名は、「夏家河子」であった。

## 隣の駅
中国国鉄
瀋大線旅順支線
大連西駅 - 夏家河駅 - 牧城子駅

## 文学
日本の探偵小説家・鮎川哲也の『ペトロフ事件』で殺人事件の発端となったのはこの駅付近であった。